# 趙璧 (元)
趙 璧（ちょう へき、1220年 - 1276年）は、モンゴル帝国（大元ウルス）に仕えた漢人官僚の一人。字は宝臣。雲州懐仁県の出身。

## 概要
趙璧は後の第5代皇帝となるクビライがまだ王族に過ぎなかった頃、その名声を聞いて召し出され23歳の時からクビライに仕えるようになった。この頃、ココらモンゴル人10人らに講義を行い、時には馬上で行うこともあったという。
クビライの兄のモンケが第4代皇帝（カアン）として即位すると、趙璧は燕京等処行尚書省に配属されて六部の事（＝漢地行政）を統べた。ある時、趙璧はモンケ・カアンに召し出されて天下の統治について問われたが、「まず近侍でもっとも善しからざる者を誅すべきです」と答えてモンケの不興を買ったという。またある時、マフムード・ヤラワチが先帝の治世に下賜された印を用いることをモンケ・カアンに請うた時、その場に居合わせた趙璧が皇帝の聖裁を軽んじる言動であると痛烈に非難し、以後ヤラワチは重用されなくなったという。
1252年（壬子）、史天沢・楊惟中らとともに河南経略使に任じられたが、この頃河南では劉万戸が都中に賄賂を求める横暴な統治を行っていた。劉万戸の配下の中でも主簿は民に無理強いし妾を30人も抱えるなど特に悪質で、河南に赴任した趙璧は真っ先にこれを処刑した。驚いた劉万戸は趙璧の家を訪れて懐柔しようとしたが果たせず、この頃から病に伏せって間もなく亡くなったため、人々は趙璧を恐れて死んだのだろうと噂したという。1259年（己未）、江淮荊湖経略使とされている。
四川遠征中にモンケ・カアンが急死し、中統元年（1260年）にクビライが第5代皇帝として即位を宣言すると、董文炳らとともに燕京宣慰使の地位を拝命した。なおこの人事は、モンケ・カアンの治世に設置された燕京等処行尚書省を新たな行政機構（＝後の中書省）に再編する布石であったと推測されている。この頃、蜀（陝西・四川）方面軍への物資補給が続いたことから燕京の府蔵は空になってしまったが、趙璧が富豪から銭穀を徴発することによって兵糧の供給を絶やさなかったと伝えられる。その後、中書省が設立されると平章政事の地位を授けられ、またダルハンの称号も与えられた。中統2年（1261年）2月、中書省の官員は燕京から開平に招集されて大人事異動が行われ、趙璧は平章政事兼大都督の地位に移った。中統3年（1262年）に李璮の乱が勃発すると、北方への食糧供給が滞ったため、趙璧は済河を通じた兵站ルートを整え糧食を確保した。なおこの頃、中書省の組織整備に尽力した王文統が李璮の乱に加担した罪で処刑されたが、日頃から廉希憲を妬んでいた趙璧は王文統を推薦した廉希憲・張易らも連座すべきではないか、と主張したという逸話が伝えられている。
至元元年（1264年）、内戦が終結したことにより官制の整備が進み、趙璧は栄禄大夫の地位を授けられた。この頃、南宋に対する檄文の執筆を担当して評価され、枢密副使の地位に移っている。至元6年（1269年）、南宋の守臣で投降を約する使者を派遣した者があったため、その処遇をめぐる謀議を行うためアジュの下に派遣され、以後南宋との最前線に留まることとなった。ある時、南宋の将の夏貴が5万の兵と3千艘の軍船とともに襄陽城の救援のため接近してくると、趙璧は天険の地に伏兵を置きこれを待った。夜間、趙璧は伏兵を動かしてまず敵船を5奪い、「南宋水軍は既に敗れたぞ」と呼びかけたため、怖じ気づいた夏貴は軍を動かすことはなかった。翌日、アジュ率いる軍団が到着し、諸将とともに長江を渡って騎兵で夏貴軍を追撃し、趙璧は水軍万戸の解汝楫らとともに南宋水軍に接近し、虎尾洲で戦闘が繰り広げられた。この戦闘で南宋軍は大敗を喫して多くの溺死者を出し、趙璧は戦艦50を拿捕し将士300人余りを捕虜とする功績を挙げた。
一方、前年の至元5年（1268年）には高麗の元宗が武臣の林衍によって王位を追われるという事件が起こっていたため、クビライは趙璧を召喚し頭輦哥とともに平壌に派遣した。趙璧らが到着する頃には既に林衍は死んでいたが、趙璧は元宗に江華島に都を置いたままであることが権臣の跋扈を招いているのであり、古京（＝開京）に戻るべきであると助言したため、遂に元宗は開京への再遷都を決意したという。なお、趙璧らの帰還時には高麗の美人を同行することになり、趙璧にも3人が宛がわれたが、趙璧はみな郷里に還してしまったと伝えられる。
帰還した趙璧は中書右丞の地位に移り、至元10年（1273年）には再び平章の地位に就いたが、至元13年（1276年）に57歳にして亡くなった。息子は二人おり、趙仁栄は同知帰徳府事に、趙仁恭は集賢直学士となった。また、趙崇・趙弘という2人の孫がいたことも知られている。

## 『集史』のGāu finjān
フレグ・ウルスで編纂されたペルシア語史書の『集史』では、至元19年3月18日（1282年4月27日）に起こったアフマド・ファナーカティー暗殺事件の首謀者を、گاو فنجان（Gāu finjān）なる人物であるとする。『集史』クビライ・カアン紀の伝えるGāu finjānの事蹟を纏めると、（1）クビライの即位後、アフマドとGāuは同じfinjān＝平章の位にあった、（2）Gāu平章は嫉妬心から漢人官僚と組んでアフマドを排除しようとしたが、逆にアフマドによって官位を失ってしまった、（3）その後襄陽城包囲戦に加わり、南宋軍を投降させる功績があった、（4）この功績により平章に再任用されたが引き続きアフマドと対立した、（5）Gāuが平章位に復帰してから9年目、法術を扱う漢人と組み、皇太子チンキムを詐称してアフマド暗殺を実行したが、その後に衛士によって射殺された、となる。
上記（1）〜（5）を全て満たす人物は実在せず、Gāu finjānが誰を指すかは多くの研究者を悩ませてきた。ポール・ペリオ、J.A.ボイルといった研究者は「Gāu」が「高」の音写と考えられることから、アフマド暗殺実行犯の一人高和尚こそがGāu finjān＝高平章ではないかとしつつ、高和尚が平章となったことも、襄陽攻めに加わったこともないことを注記している。
一方、蔡美彪は上記（1）〜（4）までを全て満たす人物として、趙璧が該当することを指摘している。（1）について、上述のように趙璧は中統2年（1261年）に中書省平章政事の地位にあり、アフマドは至元6年（1269年）より中書省（のち、尚書省）平章政事の地位にあって、両者はともに平章の地位に就く時期があった。（2）趙璧とアフマドの関係について記す史書は存在しないが、『西巌集』巻19「大元栄禄大夫平章政事趙公神道碑銘」には「［至元］四年、改中奉大夫枢密副使、輿情為公鬰、公処之甚安、其明達有如此者」「副枢曷衍、安於左遷」といった記載がある。これらの記述は趙璧が何らかの罪を得て、左遷されて中奉大夫・枢密副使の地位に左遷されたことを示唆する。（3）については、趙璧は上述のように至元6年（1269年）より襄陽包囲戦に加わっており、南宋の将の夏貴との戦いで多くの捕虜を得る功績を挙げている。（4）趙璧は高麗国への派遣を経て、至元10年（1273年）に中書平章政事に復帰したが、これについて前述の「趙公神道碑銘」は「尋遷栄禄大夫・中書平章政事、同列非其人、憂深慮重、食少事煩」と記している。『元史』アフマド伝によると、至元9年（1272年）に尚書省が一時的に中書省と併合したことで、アフマドは中書平章政事とされており、趙璧が「同列となったことを憂慮し、食事量も減った」とする人物はアフマドで疑いない。そして、「趙璧は至元10年に中書平章政事に復帰した」というのは、「Gāuが平章位に復帰してから9年目（至元19年）にアフマド暗殺事件が起こった」という『集史』の記述とも合致する。
Gāu finjān＝趙璧であるとすると、それまで中央の高官を務めていた趙璧が突如として地方に派遣され、5年近くにわたって中央から遠ざけられていた理由が、アフマドとの対立にあったことが分かる。もっとも、趙璧はアフマド暗殺事件の6年前に亡くなっており、暗殺事件の首謀者となり得ない。そこで、蔡美彪はアフマド暗殺事件の首謀者の一人として挙げられる張易に注目し、張易もまた中書省平章政事としてアフマドと同僚であった時期があること、また両者の名前に類似点があることなどから、Gāu finjānは趙璧と張易を混同した人物であると指摘している。